# کلیان دامبیولی
شهر کلیان دامبیولی (به انگلیسی: Kalyan-Dombivli) با جمعیت ۱٫۳۲۷٫۹۶۷ نفر در ایالت مهاراشترا در کشور هند واقع شده‌است.